# Luxury Resorts

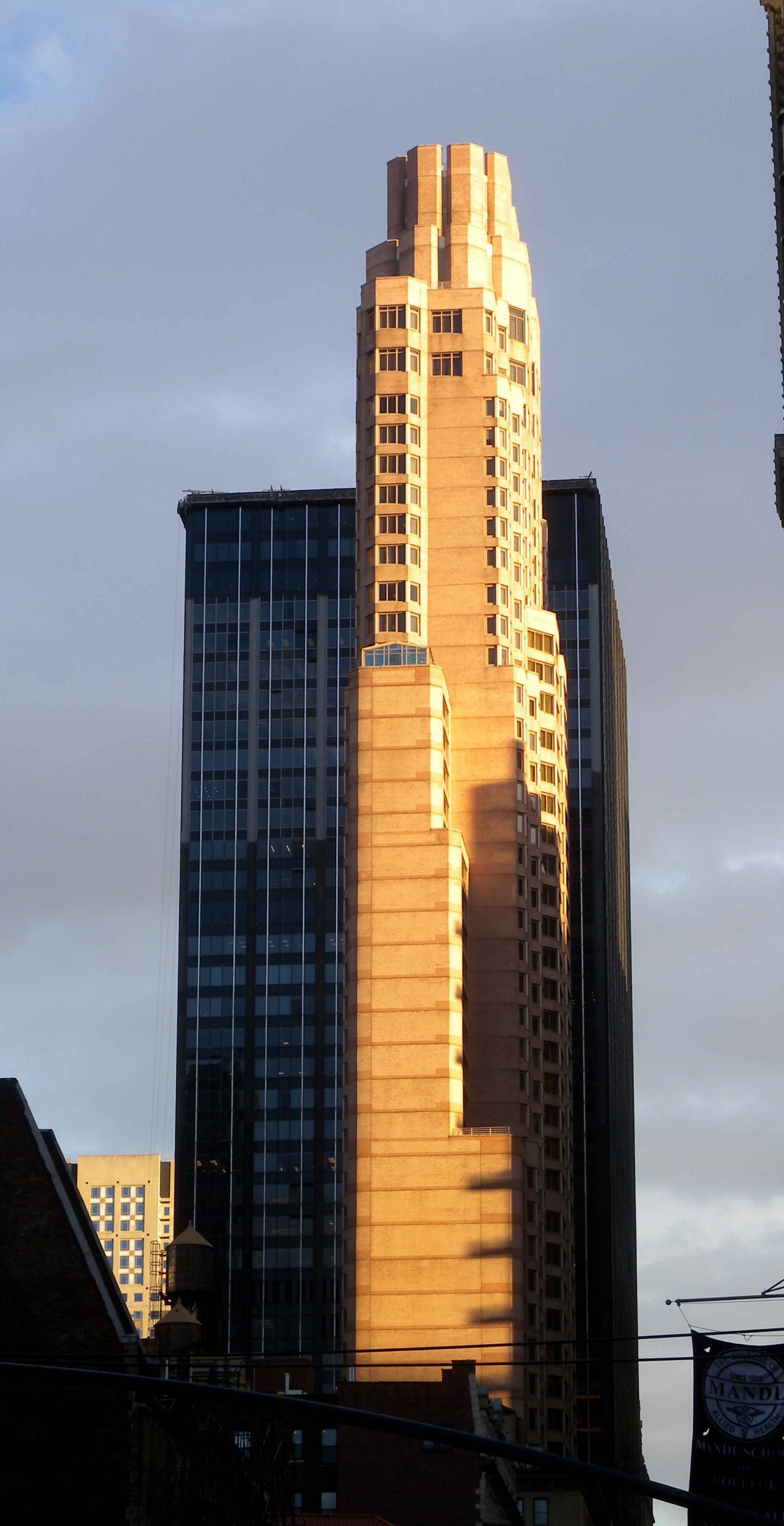
The London NYC

WHM LXR hoặc Luxury Resorts, LLC, được niêm yết trên Sàn giao dịch Chứng khoán Luân Đôn dưới tên viết tắt LXR, là một công ty khách sạn và nhà ở sang trọng của Mỹ. Đây là công ty được thành lập từ sự sáp nhập các thương hiệu WHM và LXR Luxury Resorts, và hoạt động với khoảng 30 khách sạn sang trọng. Các khu nghỉ dưỡng của công ty nằm ở Hoa Kỳ (ở các bang như Florida, California và Arizona), Caribê (ở Puerto Rico và Jamaica) và Châu Âu (với hai khách sạn ở Berlin). Các tài sản của công ty còn có các nhà hàng và các hoạt động giải trí như chơi gôn, bơi lội và trượt tuyết. Một số địa điểm hoạt động dưới các thương hiệu cao cấp như Waldorf Astoria, Hilton hoặc Hyatt. Danh mục đầu tư của LXR bao gồm Miami Beach Resort ở Florida và London NYC ở New York. WHM là công ty con của công ty đầu tư Blackstone Group.

## Khách sạn

### Đức
- Grand Hotel Esplande Berlin – Berlin, Đức
- The Westin Berlin – Berlin, Đức

### Jamaica
- Rose Hall Resort & Spa – Montego Bay, Jamaica

### Hoa Kỳ
- Waldorf Astoria The Boulders Resort – Carefree, Arizona
- Hilton Irvine Orange County – Irvine, California
- Hyatt Regency Pier Sixty-Six – Fort Lauderdale, Florida
- Hilton Fort Lauderdale Grande Hotel & Yacht Club – Fort Lauderdale, Florida
- Buena Vista Palace Resort & Spa in The Walt Disney World – Lake Buena Vista, Florida
- Hilton Key Largo Grande Resort & Beach Club – Key Largo, Florida
- Hilton Clearwater Beach Resort – Clearwater Beach, Florida
- Hilton Hasbrouck Heights/ Meadowlands – Hasbrouck Heights, New Jersey
- The London New York City – New York City
- The Saratoga Hilton – Saratoga Springs, New York
- Hilton Condado Plaza Hotel & Casino – San Juan, Puerto Rico
- Hilton El San Juan Hotel & Casino – San Juan, Puerto Rico